# 69
| [ Edytuj tabelę ] |                                                                |
| Cesarz Chin       | - 57 Han Mingdi 75                                             |
| Władca Korei      | - 53 T’aejodae 146                                             |
| Król Nabatei      | - 40 Malichus II 70                                            |
| Papież            | - 67 Linus 79                                                  |
| Król Partów       | - 51 Wologazes I 78                                            |
| Cesarz Rzymu      | - 68 Galba 69 - 69 Witeliusz 69 - 69 Oton 69 - 69 Wespazjan 79 |

Rok 69 / LXIX
stulecia: I wiek p.n.e. ~
I wiek ~
II wiek

lata: 59 «
64 «
65 «
66 «
67 «
68 «
69
» 70
» 71
» 72
» 73
» 74
» 79

## Wydarzenia
Cesarstwo Rzymskie
- 2 stycznia – legiony z Germanii Górnej powołały na cesarza Witeliusza.
- 15 stycznia – Galba padł ofiarą spisku uknutego przez Marka Salwiusza Otona. Pretorianie obwołali Othona cesarzem.
- 14 kwietnia – Bitwa pod Bedriacum: uzurpator Witeliusz odniósł zwycięstwo nad wojskami Marka Salwiusza Otona, który po bitwie popełnił samobójstwo.
- 1 lipca – oddziały rzymskie w Egipcie obwołały cesarzem Wespazjana.
- około 15 lipca – Witeliusz został uroczyście przyjęty w Rzymie jako cesarz.
- 1 sierpnia – W Galii wybuchło powstanie Batawów pod wodzą Juliusza Cywilisa.
- 24 października – w pobliżu Cremony zwolennicy Wespazjana pokonali armię cesarza rzymskiego Witeliusza.
- grudzień – trzy rzymskie legiony przeszły na stronę Juliusza Cywilisa.
- 15–20 grudnia – zwolennicy Wespazjana opanowali Rzym.

## Zmarli
- 15 stycznia –
  - Galba, cesarz rzymski (ur. 3 p.n.e.)
  - Lucjusz Kalpurniusz Pizon Frugi Licynianus, współpracownik Galby (ur. 38)
- 16 kwietnia – Marek Salwiusz Oton, cesarz rzymski; samobójstwo (ur. 32)
- 21 grudnia –
  - Witeliusz, cesarz rzymski; zabity przez motłoch na ulicach Rzymu (ur. 15)
  - Tytus Flawiusz Sabinus, prefekt Rzymu (ur. 8)

Data dzienna nieznana:
- Aemilius Pacensis, dowódca kohort miejskich
- Lucjusz Witeliusz, syn cesarza Witeliusza
- Lukcejusz Albinus, rzymski namiestnik Mauretanii
- Lukusta, trucicielka
- Ofoniusz Tygellinus, prefekt pretorianów (ur. 8)